# Włodzimierz Dąbrowski

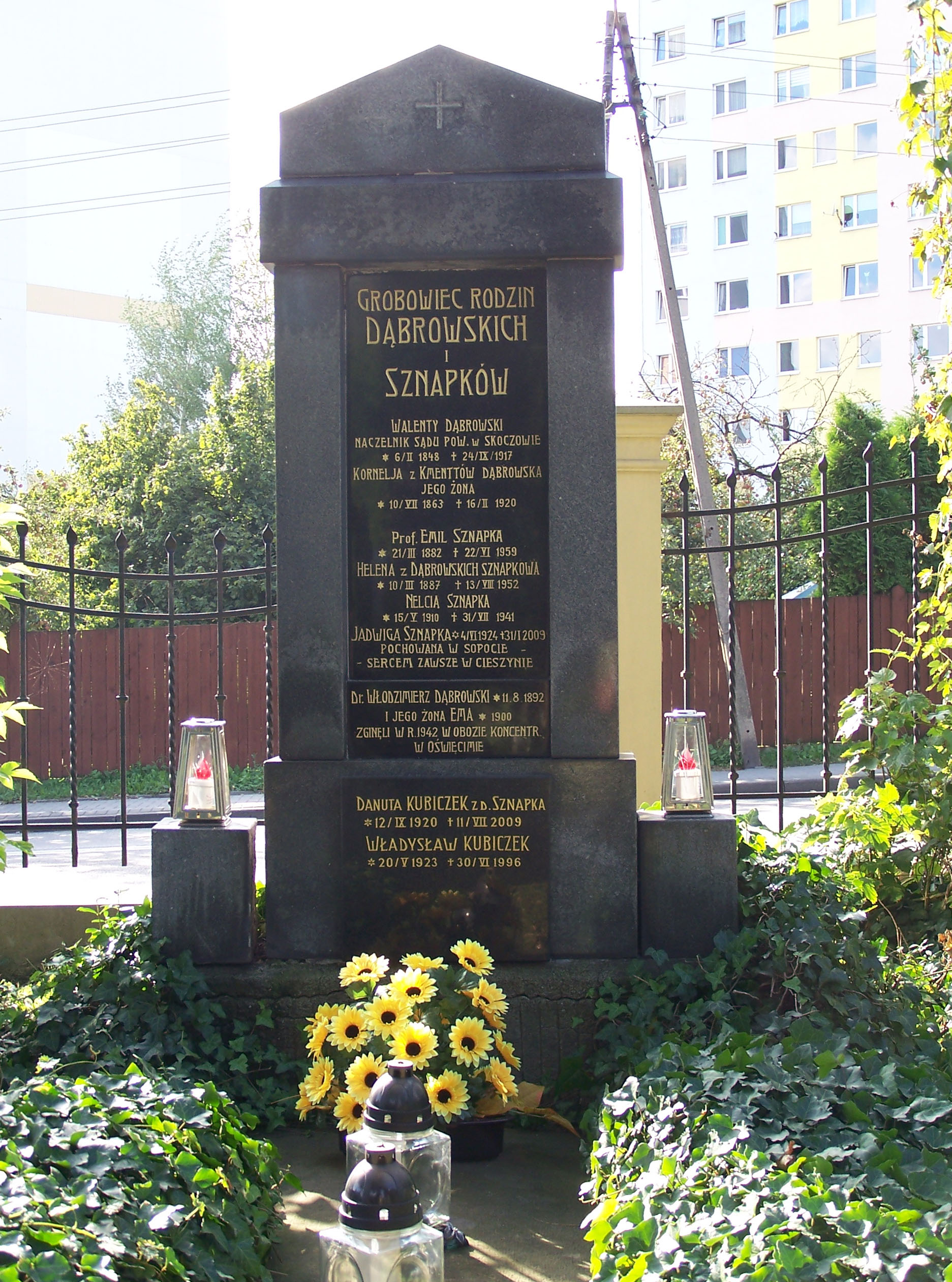
Grobowiec rodzin Dąbrowskich i Sznapków na Cmentarzu Komunalnym w Cieszynie

Włodzimierz Dąbrowski (ur. 11 sierpnia 1892 w Cieszynie, zm. 15 września 1942 w Auschwitz-Birkenau) – polski prawnik i adwokat, działacz niepodległościowy na Górnym Śląsku, poseł na Sejm Śląski II, III i IV kadencji. Wicemarszałek Sejmu Śląskiego w latach 1930-1932 oraz 1935-1939. 

## Życiorys
Urodził się w rodzinie Walentego (1848–1917) i Karoliny Kornelii z Kmenttów (1863–1920). Był bratem Heleny po mężu Sznapek (1887–1952). W latach 1898–1903 uczył się w szkole ludowej w Skoczowie. Następnie w latach 1903–1911 uczęszczał do gimnazjum polskiego w Cieszynie, w którym zdał maturę. Rozpoczął studia równocześnie w Paryżu i w Wiedniu. Ukończył studia na Uniwersytecie Wiedeńskim w 1915 (9 czerwca 1916 otrzymał tytuł doktora praw). Pod koniec 1915 rozpoczął pierwszą pracę zawodową w Rządzie Krajowym w Opawie, następnie pracował jako urzędnik w starostwie w Karniowie (1916/1917), od listopada 1917 w starostwie we Frysztacie. 
W latach 1920–1921 kierował Wydziałem Prezydialnym Komitetu Plebiscytowego w Będzinie. Działał w Naczelnej Radzie Ludowej na Górnym Śląsku. Uczestniczył w III powstaniu śląskim (m.in. akcja „Mosty”). Po 1922 kierował pracami Wojewódzkiego Sądu Administracyjnego w Katowicach i szefował Śląskiej Radzie Adwokackiej. 
Po 1926 przeszedł na stronę sanacji. Był członkiem Narodowo-Chrześcijańskiego Zjednoczenia Pracy (NChZP) i z jego ramienia piastował funkcję komisarycznego przewodniczącego rady miejskiej w Katowicach. 
W latach 1930–1939 sprawował mandat posła do Sejmu Śląskiego. Od 1930 do 1932 i od 1935 do 1939 pełnił również funkcję wicemarszałka tego gremium. 
W latach 1939–1942 ukrywał się przed Niemcami w Rabce, gdzie został aresztowany i wywieziony do obozu koncentracyjnego Auschwitz-Birkenau, gdzie zginął 15 września 1942. Tam też, 19 października 1942, zginęła jego żona Emma z Młodnickich (ur. 1900). Oboje zostali upamiętnieni na tablicy umieszczonej na grobowcu rodzin Dąbrowskich i Sznapków na cmentarzu komunalnym w Cieszynie.

## Ordery i odznaczenia
- Krzyż Komandorski Orderu Odrodzenia Polski (10 listopada 1938)[3]
- Krzyż Kawalerski Orderu Odrodzenia Polski (2 maja 1923)[4][5]

## Publikacje
- Rok walki o rządy na Śląsku Cieszyńskim (1919)
- Kwestia cieszyńska (1923)
- Górny Śląsk w walce o zjednoczenie z Polską (1923)
- Autonomia województwa śląskiego